# Пул (бильярд)

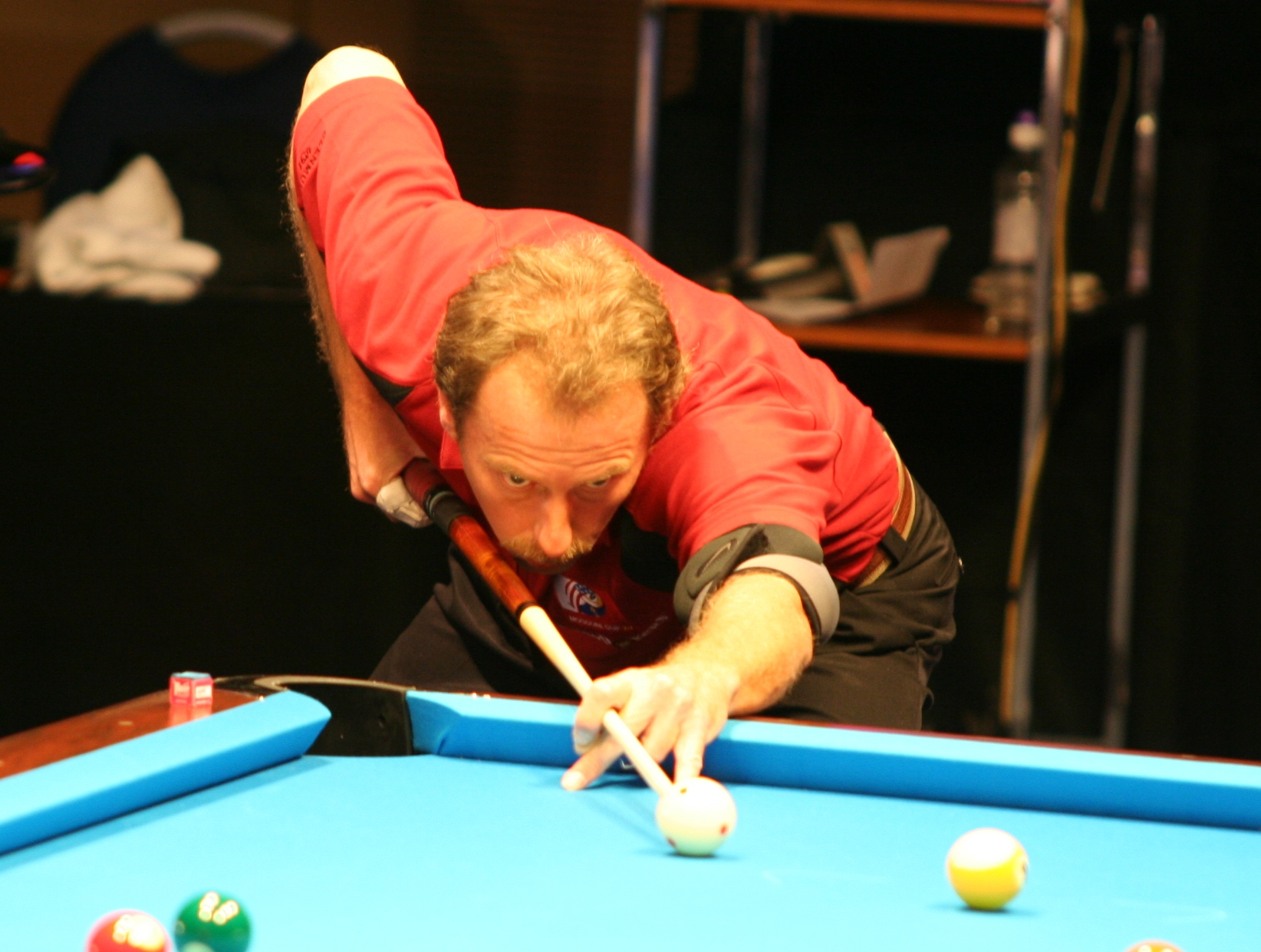
Игрок в пул (Эрл Стрикланд)

Пул (производное от фр. poule — «банк, пуля, ставка») — разновидность лузного бильярда. Другие названия: американский бильярд, американский пул.

## Оборудование
Стандарт оборудования для проведения Чемпионатов мира, этапов Мирового тура и других соревнованиях, проводимых под эгидой Всемирной ассоциации пула и бильярда (англ. World Pool-Billard Association, WPA) либо признанных ею.

### Стол
Для пула на данный момент выпускается широкий ассортимент бильярдных столов. Стол для официальных соревнований должен соответствовать следующим параметрам:
- Высота игрового поля: 74,3—78,74 см
- Игровая поверхность: 1,27×2,54 м, не включая упругих бортов (9-футовый стол)
- Створ угловой лузы: 11,43—11,75 см
- Створ средней лузы: 12,7—13,0175 см
- Сукно должно представлять собой ненаправленную бильярдную ткань без ворса, которая не сваливается и не образует ворсинок и состоит из не менее чем 85 % вычесанной шерсти и не более 15 % нейлона. Предпочтительнее ткань из 100 % вычесанного шерстяного полотна.

### Кий

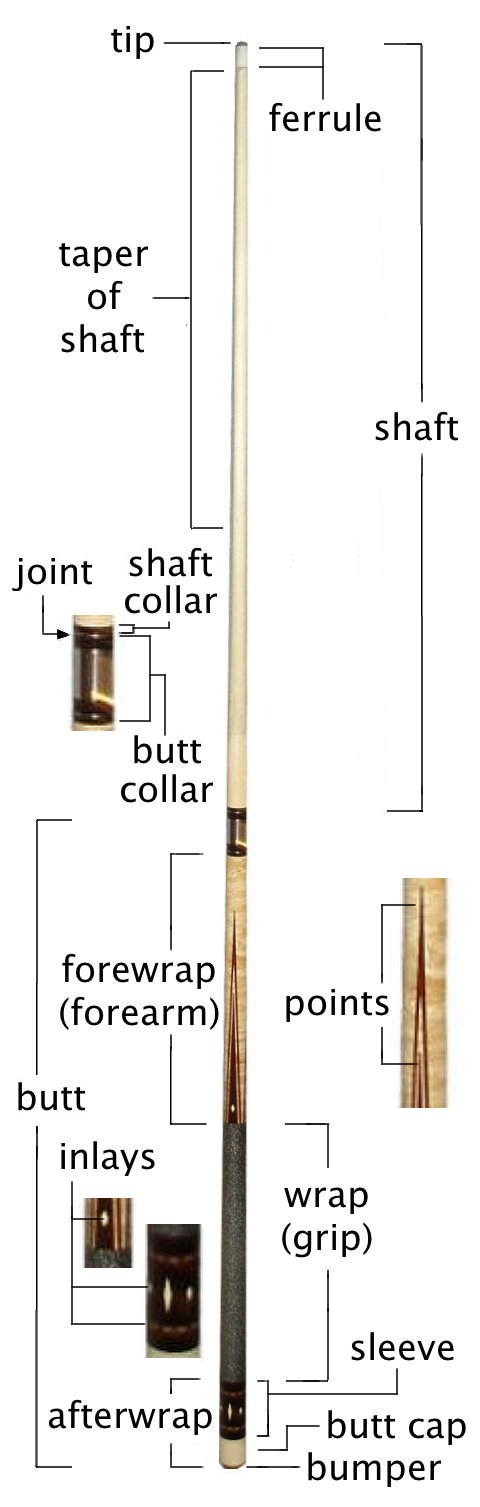
Кий для игры в пул.

- Длина кия: минимум — 1,016 м (40 дюймов), максимум — не ограничен
- Масса кия: минимум — не ограничен, максимум — 708,75 г (25 унций)
- Диаметр наклейки: минимум — не ограничен, максимум — 14 мм

Наклейка кия не должна быть изготовлена из материала, который может поцарапать или повредить ударяемый шар. Она должна быть сделана из куска особым образом выделанной кожи или другого волокнистого или пластичного материала, который продолжает естественный профиль шафта кия.

### Шары

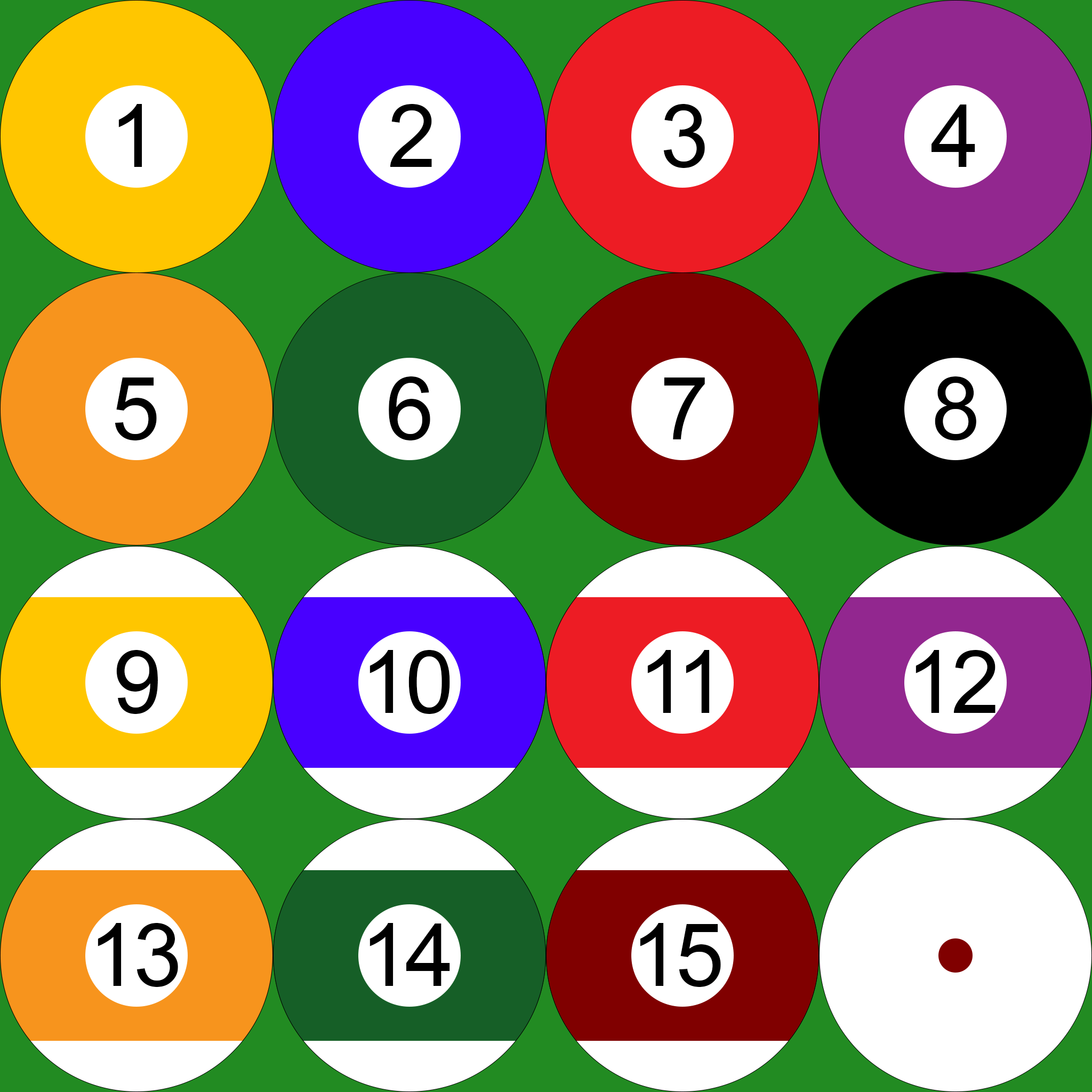
Набор шаров для пула

Современные шары изготовлены из фенолформальдегидной смолы и имеют следующие параметры:
- Диаметр: 5,715 см ± 0,127 мм
- Масса: 5½—6 унций (156—170 грамм).

Полный комплект шаров состоит из одного битка белого цвета и пятнадцати пронумерованных цветных шаров особых цветов. Прицельные пронумерованы от 1 до 15. Прицельные шары с номерами от 1 до 8 имеют сплошную окраску в следующие цвета: 1 — жёлтый, 2 — синий, 3 — красный, 4 — фиолетовый/пурпурный, 5 — оранжевый, 6 — зелёный, 7 — тёмно-коричневый, 8 — чёрный. Прицельные шары с номерами от 9 до 15 — белые с центральной полосой с тем же порядком цветов, что и в первой восьмёрке (то есть следующих цветов: 9 — белый с жёлтой полосой, 10 — белый с синей полосой, и т. д.)

## Разновидности пула
Жирным выделены наиболее популярные виды пула.
- Пул-8. Задача игроков — забить все шары своей группы (полосатые либо цельные), после чего правильным ударом забить «восьмёрку» (чёрный шар).
- Блэкбол. Игра аналогичная «Пул-8». Задача игроков — забить все шары своего цвета (жёлтые или красные), после чего правильным ударом забить «восьмёрку» (чёрный шар).
- Пул-9. Игрок может наносить удар битком только по шару с минимальным номером. Задача — правильным ударом забить девятый шар.
- Стрейт (также «14+1 с продолжением»). Игра ведётся до момента, когда один из игроков наберёт определённое количество очков. Одно очко начисляется за каждый забитый шар.
- Пул-10. Игра аналогичная «девятке», но с использованием шаров с номерами от 1 до 10. В отличие от «девятки» — заказная.
- Пул-7. Тренировочная игра, аналогичная по правилам «девятке». Используется только семь шаров.
- В одну лузу. Каждый из соперников должен забивать шары в свою лузу (обычно одну из угловых). Луза выбирается перед началом игры.
- Через шар. Все шары забиваются с использованием комбинированных ударов (удар шаром).
- Ротация. Шары забиваются по порядку с первого по пятнадцатый. Количество очков начисляется в соответствии с номером шара (одно очко за первый, два за второй и т. д.). Игра ведётся до момента, когда один из игроков наберёт 61 очко.
- Бортовой пул. Очки начисляются только за шары, забитые от борта или нескольких (дуплетом, триплетом и т. д.). За один забитый шар игрок получает одно очко.
- Trick shot.
- Scratch pool (Russian pool). Разновидность, в которой нужно забивать «свои» шары рикошетом от белого шара.
- Британский пул[англ.] — британская разновидность пула.

## Правила игры

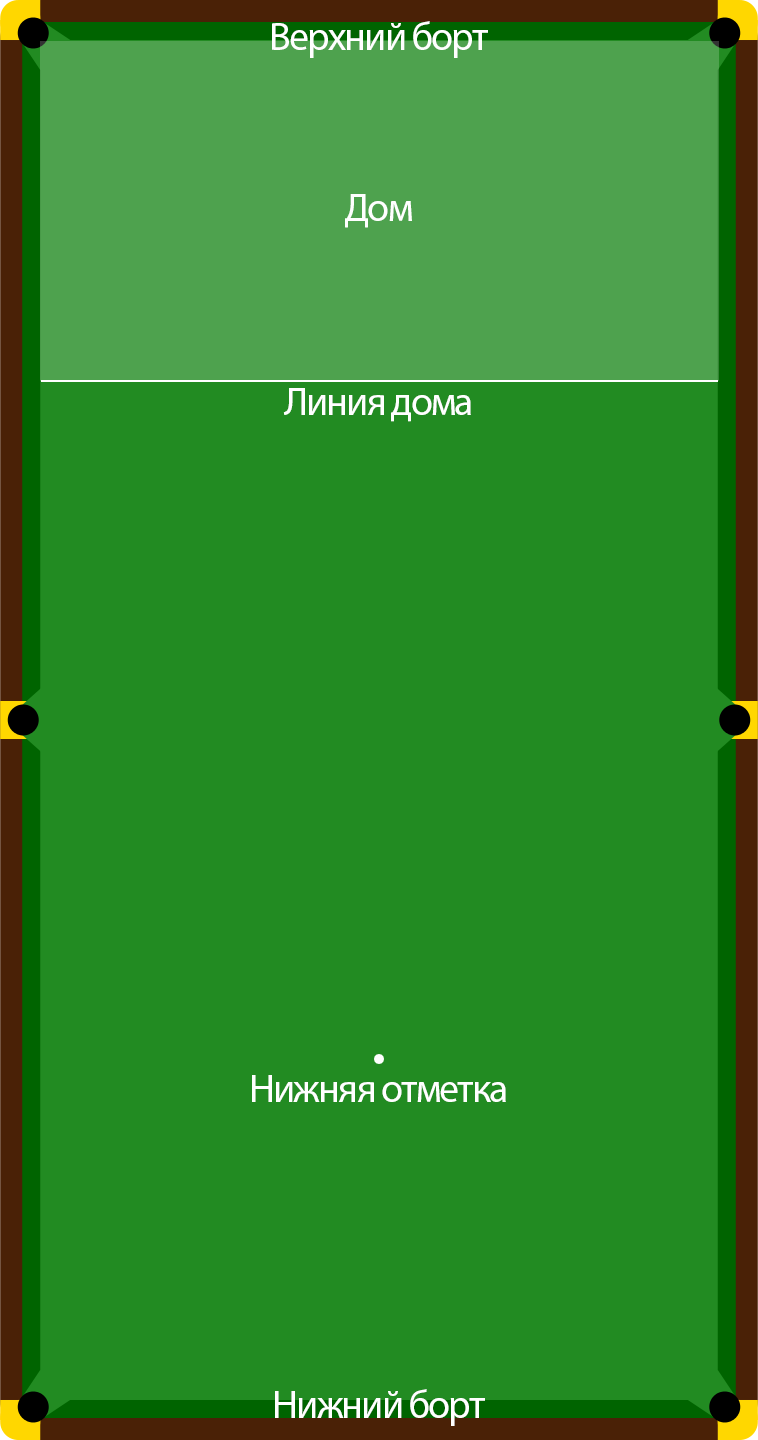
Зоны игровой поверхности стола

Ниже приведены правила, принятые во Всемирной ассоциации пула и бильярда. Эти правила являются общими для всех разновидностей игр в пул.

### Ответственность игроков
Игрок сам несёт ответственность за знание правил, ограничений и расписаний, применяемых на данном соревновании. Хотя организаторы должны сделать доступной всю информацию, необходимую игроку, окончательная ответственность лежит именно на игроке.

### Раскат для определения очерёдности ударов
Раскат — первый удар в матче, который выполняется для определения очерёдности ударов соперников. Игрок, выигравший раскат, решает, кто будет наносить первый удар.
Два битка устанавливаются за линией дома вблизи от линии дома. Игроки наносят удары приблизительно одновременно с целью коснуться битком нижнего борта и вернуть шар как можно ближе к верхнему борту. Игрок, чей биток остановился ближе к борту, выигрывает раскат.
Игроки повторяют раскат в случае, если рефери не может определить, чей шар находится ближе к борту или если оба раската выполнены с нарушением правил.

### Выставление шаров
Шары выставляются (возвращаются в игру на стол) путём помещения их на длинную линию (длинную ось стола) как можно ближе к нижней отметке, между нижним бортом и нижней отметкой без перемещения других шаров, находящихся на столе. Если выставляемый шар не может быть помещён на нижнюю отметку, он выставляется на длинной линии впритык к шару, который мешает это сделать. Однако если мешающий шар это биток, то выставляемый шар не должен касаться битка, должен быть оставлен небольшой зазор. Если все пространство между нижней отметкой и нижним бортом занято шарами, то шар выставляется на длинной линии ближе к верхнему борту, но как можно ближе к нижней отметке.

### Удар с руки
Когда игрок выполняет удар с руки, он может поместить биток в любую точку игровой поверхности стола. Он может перемещать шар сколько угодно до момента нанесения прицельного удара по битку. Игрок может использовать части кия для установки шара, включая наклейку, но без поступательного движения шаром вперёд. В некоторых разновидностях игры, в основном для начального удара, перемещение битка может быть ограничено областью дома, в зависимости от правил конкретной игры.
Если игрок помещает биток за линией дома и все доступные для удара шары также находятся в доме, он может попросить установить ближайший к линии дома шар на нижнюю отметку. Если два или более шаров находятся на одинаковом расстоянии до линии дома, игрок сам определяет, какой шар должен быть установлен на нижнюю отметку. Шары, расположенные непосредственно на линии дома являются доступными для удара.

### Заказные удары
В играх, в которых от игрока требуется заказывать удары, перед ударом должны быть озвучены номер прицельного шара и луза, в которую шар будет сыгран, за исключением случаев, когда это очевидно. Дополнительные детали удара (касание бортов или других шаров) не важны. Только один шар и одна луза могут быть заказаны при ударе.
Чтобы заказанный удар был засчитан, рефери должен быть уверен в том, что игрок выполняет заказанный им удар. Поэтому в случае неочевидного удара (удар от борта, удар с использованием других шаров, помимо прицельного и т. д.) игрок обязан объявить лузу и шар. Если рефери либо соперник не уверены в том, какой удар выполняется, они могут уточнить заказ.
В заказных играх игрок может заказать удар отыгрыш вместо заказа шара и лузы. В этом случае после выполнения удара право на удар переходит к сопернику. Если шары падают в лузы при выполнении удара-отыгрыша, то дальнейшее развитие событий определяется правилами конкретной игры.

### Смещение шаров
Шар может слегка сместиться после остановки, возможно из-за небольших дефектов стола или шара. Если это не приводит к падению шара в лузу, то это считается нормальной ситуацией в игре и позиция шара не восстанавливается. Если шар падает в лузу в результате такого смещения, то его позицию восстанавливают максимально близко к первоначальной позиции. Если сместившийся шар падает в лузу в процессе удара или непосредственно перед ударом и это влияет на результат удара, рефери восстанавливает позицию целиком и удар повторяется. Штраф на игрока в этом случае не накладывается.

### Восстановление позиции
Когда шары необходимо восстановить или почистить, судья устанавливает шары на их первоначальные позиции с максимально возможной точностью. Игроки обязаны принять решение судьи по размещению шаров.

### Внешние факторы
Когда происходят внешние события в процессе удара, которые влияют на исход удара, судья восстанавливает шары на позиции, в которых они находились до удара и удар повторяется. Если событие не влияло на удар, рефери восстанавливает смещённые шары и игра продолжается. Если шары не могут быть установлены на первоначальные позиции, то ситуация трактуется как патовая.

### Требования заказа и опротестование решений
Если игроку кажется, что рефери допустил ошибку в принятии решения, он может обратиться к судье с просьбой пересмотреть решение. Но именно рефери принимает окончательное решение. Однако, если игрок считает, что судья применил правило не корректно, он может попросить озвучить правило, которое было применено. Судья приостанавливает игру на время рассмотрения апелляции.

### Сдача
Если игрок сдаётся, он проигрывает матч. Например, если игрок раскручивает кий в процессе хода соперника, это рассматривается как сдача игрока.

### Пат
Если рефери считает, что ситуация на столе не развивается, он может сообщить об этом игрокам. Каждому из игроков даётся по три подхода к столу. Затем если рефери считает, что ситуация не меняется, рефери объявляет пат. Если оба игрока согласны, они могут принять пат и без трёх дополнительных подходов. Процедура пата рассматривается согласно правилам конкретной игры.

## Соревнования
Соревновательный процесс является важной составляющей любого вида спорта, в том числе и в пуле. Соревнования делятся на региональные и международные. Соревнования организуются федерацией, для каждого турнира составляется регламент, в котором обычно определяют состав участников, правила и схему турнира.
- Проводимые WPA:
  - Чемпионат мира по пул-8
  - Чемпионат мира по пул-9
  - Чемпионат мира по стрейту